# 何宗道
何宗道（1950年—），男，台湾演员，因为外貌像李小龙，并且会功夫所以被称为“李小龙第二”。

## 生平
1950年出生于台湾，自幼学习武术，后来开始在一些剧务组担任特技演员，后来因为其外貌和身手都像李小龙所以被称呼为“李小龙第二”。
后在李小龙去世后被一些香港导演相中，开始以“Bruce Li”为艺名参演电影。
是《龍的影子》的导演。
目前很少参与影坛活动。